# When Her Eyes Turn Blue
When Her Eyes Turn Blue är en EP av Kristofer Åström, utgiven 2009 på CD och 10"-vinyl. Titelspåret och "Hard to Live" återfinns på albumet Sinkadus, medan övriga låtar är tidigare outgivna. Låten "No Government" är en cover på punkbandet T.S.T.

## Låtlista
Där inte annat anges är låtarna skrivna av Kristofer Åström.
1. "When Her Eyes Turn Blue"
2. "False Alarm"
3. "Hard to Live"
4. "How's That Working Out For You"
5. "Broken & Misguided"
6. "No Government" (Jarmo Mäkkeli, Nandor Hegedüs)

### Fotnoter
1. ↑  ”When Her Eyes Turn Blue”. Discogs.com. http://www.discogs.com/Kristofer-%C3%85str%C3%B6m-When-Her-Eyes-Turn-Blue/release/2776194. Läst 26 januari 2012.